# العبودية بين الشعوب الأصلية في الأمريكيتين
العبودية بين الشعوب الأصلية في الأمريكيتين هي استعباد الشعوب الأصلية والاستعباد بين الشعوب الأصلية في الأمريكيتين. خلال العصر قبل الكولومبوي، استعبدت العديد من المجتمعات أسرى الحرب أو أقامت أنظمة العمل القسري. أدى الاتصال بالأوروبيين إلى تغيير هذه الممارسات، إذ أدخل الإسبان العبودية التقليدية من خلال الحرب واستيعاب الأنظمة القائمة. وحذت قوى أوروبية أخرى حذوهم، ومن القرن الخامس عشر حتى القرن التاسع عشر، استُعبد ما بين مليونين وخمسة ملايين من السكان الأصليين، ما كان له تأثير مدمر على العديد من المجتمعات الأصلية، وساهم في الانخفاض الهائل في عدد السكان من الشعوب الأصلية في الأمريكيتين.
بعد إنهاء استعمار الأمريكيتين، استمر استعباد الشعوب الأصلية في القرن التاسع عشر في المناطق الحدودية لبعض البلدان، ولا سيما أجزاء من البرازيل وشمال المكسيك وجنوب غرب الولايات المتحدة. تبنت بعض مجموعات السكان الأصليين العبودية على النمط الأوروبي خلال الفترة الاستعمارية، وعلى الأخص «القبائل الخمسة المتحضرة» في الولايات المتحدة، وقد شاركت مجموعات أكثر من السكان الأصليين في بيع العبيد من السكان الأصليين للأوروبيين.

## العصر قبل الكولومبي
اختلفت العبودية وما يرتبط بها من ممارسات العمل القسري اختلافًا كبيرًا بين المناطق وعلى مر الزمن.
في أمريكا الوسطى، كانت أكثر أشكال العبودية شيوعًا هي الخاصة بأسرى الحرب والمدينين. وكان يمكن أن يُحكم على الأشخاص غير القادرين على سداد الديون بالعمل كعبيد للأشخاص المستحقين حتى تسوية الديون. مارست حضارتا المايا والآزتيك العبودية. وقد كانت الحرب مهمة لمجتمع المايا، لأن الغارات على المناطق المحيطة قدمت الضحايا المطلوبين للتضحية البشرية، وكذلك العبيد لبناء المعابد. كان معظم ضحايا التضحيات البشرية أسرى حرب أو عبيد. ولم تكن العبودية تورث عادةً؛ فكان أطفال العبيد يولدون أحرارًا.
في إمبراطورية الإنكا، كان العمال يخضعون لنظام ميتا بدلاً من الضرائب التي يدفعونها من خلال العمل لصالح الحكومة. كل آيلو، أو عائلة كبيرة، كانت تقرر أي فرد من العائلة سيرسل للقيام بالعمل. وهناك جدل حول ما إذا كان نظام العمل القسري هذا يعتبر عبودية.
كان العديد من السكان الأصليين في إقليم الشمال الغربي الهادئ، مثل الهايدا والتلينغيت، يُعرفون تقليديًا بالمحاربين الشرسين وتجار العبيد، وامتدت غاراتهم حتى كاليفورنيا. وكانت العبودية وراثية، والعبيد أسرى حرب. غالبًا ما استهدفوا أشخاصًا من شعوب ساحل ساليش. وبين بعض القبائل كان نحو ربع السكان من العبيد. كتب الإنجليزي جون آر جيويت أحد قصص العبيد، والذي اختُطف حيًا عندما جرى الاستيلاء على سفينته في عام 1802؛ تقدم مذكراته نظرة مفصلة على الحياة كعبد، وتؤكد أن عددًا كبيرًا من العبيد كان يحتجز.
وشملت المجتمعات والقبائل الأخرى التي تملك العبيد في العالم الجديد شعوب التيهوليش في باتاغونيا، والكاليناغو في دومينيكا، والتوبينامبا في البرازيل، والباوني في السهول الكبرى.

## الاستعباد الأوروبي للشعوب الأصلية
بدأ الاستعباد الأوروبي للأمريكيين الأصليين مع الاستعمار الإسباني لمنطقة البحر الكاريبي. في رسالة كريستوفر كولومبوس إلى الملكة إيزابيلا والملك فرناندو ملك إسبانيا يصف فيها سكان التاينو الأصليين، أشار إلى أنهم «لا بد أن يكونوا خدمًا جيدين ومهرة» و«هؤلاء الأشخاص بسيطون جدًا في الأمور الشبيهة بالحرب. أستطيع هزيمتهم جميعًا بخمسين رجلاً واحكمهم كما يحلو لي». رفض الملكان الكاثوليكيان في البداية حماس كولومبوس لتجارة العبيد. ولكن على الرغم من أنهما أصدرا مرسوماً في عام 1500 يحظر على وجه التحديد استعباد السكان الأصليين، إلا أنهم سمحوا بثلاثة استثناءات جرى استغلالها بحرية من قبل السلطات الإسبانية الاستعمارية: العبيد الذين أسروا في «حروب عادلة»؛ والعبيد الذين يشترون من السكان الأصليين الآخرين؛ أو أولئك الذين ينتمون إلى مجموعات يُزعم أنها تمارس أكل لحوم البشر (مثل الكاليناغو).
مع انضمام القوى الاستعمارية الأوروبية الأخرى إلى الإسبان، توسعت ممارسة العبودية ضد السكان الأصليين. وحفزت السوق الدولية الجديدة للمنتجات الأساسية مثل التبغ والسكر والمواد الخام على إنشاء اقتصادات قائمة على الاستخراج والزراعة في مستعمرات مثل كارولاينا الإنجليزية وفلوريدا الإسبانية ولويزيانا الفرنسية (السفلى). في البداية، استخدم هؤلاء عمالة العبيد من السكان الأصليين في الغالب. وقد أدى التأثير الأوروبي إلى تغيير ممارسات العبودية بشكل كبير بين مجموعات السكان الأصليين أنفسهم. وبدلاً من دمج أسرى الحرب في مجتمعاتهم، أصبحوا يبيعونهم للأوروبيين. وقاد ذلك إلى حلقة مفرغة من الانخفاض السكاني، والحروب المدمرة، ووضع أضعف دائمًا مقارنة بالأوروبيين. ومع توفر العبيد الأفارقة بدأ الابتعاد عن العبودية ضد الشعوب الأصلية على نطاق واسع. على الرغم من استمراره على الحدود، إلا أنه في النوى الاقتصادية للمجتمعات الاستيطانية، حل العبيد من أصول أفريقية محل العبيد من السكان الأصليين.

### المستعمرات الاسبانية
بحلول عام 1499، اكتشف المستوطنون الإسبان الذهب في هيسبانيولا في كوردييرا سنترال. وأدى ذلك إلى زيادة الطلب على كميات كبيرة من العمالة الرخيصة، وسرعان ما استعبد ما يقدر بنحو 400000 شخص من التاينو من جميع أنحاء الجزيرة للعمل في مناجم الذهب. كما ذكر أعلاه، عارض التاج الإسباني ممارسة استعباد الشعوب الأصلية على الفور ولكن بشكل غير فعال. جرى تعيين النواب الملكيين واستدعاؤهم، غالبًا بسبب القصص حول معاملتهم للسكان الأصليين. وقاوم شعب التاينو بشدة وكان لا بد من قمعهم في سلسلة من المذابح الوحشية. ومع ذلك، استمر العمل القسري ثم أضفي عليه الطابع المؤسسي باعتباره نظام إنكوميندا خلال العقد الأول من القرن السادس عشر. وبموجب هذا النظام، مُنح المستعمرون الإسبان (مشغلو الإنكوميندا) الحق في تشغيل مجموعات من السكان الأصليين غير المسيحيين. على الرغم من استناده إلى منح مماثلة خلال حروب الاسترداد في إسبانيا، سرعان ما أصبح النظام في منطقة البحر الكاريبي غير قابل للتمييز عن نظام العبودية التي حلت محله بحلول عام 1508، وانخفض عدد سكان التاينو الأصليين البالغ 400 ألف أو أكثر إلى نحو 60 ألفًا. جابت مجموعات الإغارة الإسبانية على العبيد عبر منطقة البحر الكاريبي و«نقلت شعوبًا بأكملها» للعمل في مستعمراتها. على الرغم من الإشارة إلى أن المرض هو سبب هذا الانخفاض السكاني، إلا أن أول انتشار للجدري جرى تسجيله في العالم الجديد كان في عام 1518. يؤكد المؤرخ أندريس ريزنديز في جامعة كاليفورنيا، ديفيس أنه على الرغم من أن المرض كان عاملاً، فإن السكان الأصليين في هيسبانيولا قد عادوا إلى تعدادهم الطبيعي بنفس الطريقة التي اتبعها الأوروبيون في أعقاب الموت الأسود، لولا الاستعباد المستمر الذي تعرضوا له. ويقول إنه «من بين هذه العوامل البشرية، كانت العبودية هي القاتل الرئيسي» لسكان هيسبانيولا، وإنه «بين عامي 1492 و1550، قتلت سلسلة العبودية والإرهاق والمجاعة عددًا أكبر من السكان الأصليين في منطقة البحر الكاريبي مقارنة بالجدري أو الأنفلونزا أو الملاريا». وبحلول عام 1521، فرغت جزر شمال البحر الكاريبي إلى حد كبير من سكانها.